# Joanna Bourke
Joanna Bourke  (Nueva Zelanda, 1963) es una historiadora y académica neozelandesa. Es profesora de Historia en Birkbeck College de la Universidad de Londres.

## Biografía
Nacida de padres misioneros cristianos, Bourke fue criada en Nueva Zelanda, Zambia, Islas Salomón y Haití. Estudió en la Universidad de Auckland, obteniendo un BA y un máster en Historia. Inició su PhD en la Universidad Nacional Australiana y posteriormente hizo publicaciones académicas en Australia, Cambridge y Londres.
Bourke, que se describe como "feminista socialista", ha escrito sobre historia irlandesa, historia de género, cultura de la clase trabajadora, guerra y masculinidad, historia cultural del miedo, historia de la violación, historia de lo que significa ser humano, dolor y militarización.
Vive en Londres. Es directora del Proyecto de Trauma Birkbeck (anteriormente, Proyecto Birbeck del Dolor). En 2014 fue elegida socia de la Academia Británica.

## Trabajos destacados
- Husbandry and Housewifery: Women, Economic Change and Housework in Ireland, 1890-1914, Oxford University Press, 1993
- Working-Class Cultures in Britain, 1890-1960: Gender, Class and Ethnicity, Routledge, 1994
- Dismembering the Male: Men's Bodies, Britain and the Great War, Reaktion Press and University of Chicago Press, 1996
- An Intimate History of Killing: Face-to-Face Killing in Twentieth Century Warfare,  Granta, 1999, (ganó el Premio Fraenkel de Historia Contemporánea de 1998 y el Premio Wolfson de Escritura Histórica en 2000)
- Fear: A Cultural History, Virago, 2006 (publicado por Shoemaker and Hoard en E.U., en español como El miedo: una historia cultural)
- Rape: A History from the 1860s to the Present, Virago, 2007 (publicado en Estados Unidos como Rape: Sex, Violence, History, Shoemaker & Hoard, 2007)
- What It Means To Be Human. Historical Reflections 1790 to the Present, Virago, 2011 (publicado por Counterpoint en Estados Unidos)
- The Story of Pain: From Prayer to Painkillers, Oxford University Press, 2014
- Wounding the World: How Military Violence and War-Play Invade our Lives, Virago, 2014 (publicado en Estados Unidos como Deep Violence: Military Violence, War Play, and the Social Life of Weapons, Counterpoint, 2015)